# Félix (football, 1922)
Pour les articles homonymes, voir Félix et Antunes.
Félix Assunção Antunes, plus communément appelé Félix, est un footballeur portugais né le 14 décembre 1922 à Barreiro et mort le 6 juillet 1998 à Pretoria. Il était défenseur.

## Biographie
Félix reçoit 15 sélections en équipe du Portugal : 12 rencontres amicales, deux dans le cadre des éliminatoires de la Coupe du monde 1950 et enfin une comptant pour les éliminatoires de la Coupe du monde 1954.
En club, il passe l'intégralité de sa carrière professionnelle au Benfica Lisbonne, où il joue de 1946 à 1954. Avec l'équipe lisboète il remporte la Coupe Latine en 1950, un titre de champion du Portugal la même année, sans oublier quatre Coupes du Portugal.

## Carrière
- 1946-1954 :  Benfica Lisbonne

## Palmarès
Avec le Benfica Lisbonne :
- Vainqueur de la Coupe Latine en 1950
- Champion du Portugal en 1950
- Vainqueur de la Coupe du Portugal en 1949, 1951, 1952 et 1953